# 周礽
周礽（1479年—1516年），字天成，號寧野，浙江绍兴府山陰縣人，民籍。明朝政治人物。

## 生平
治《書經》，行十五，由國子生中式弘治十一年（1498年）浙江鄉試第十五名舉人，年三十歲中式正德三年（1508年）戊辰科會試第三十六名，第二甲第三十六名進士。历仕南京刑部江西清吏司主事、陕西清吏司郎中。壬申（1512年）复来官南京太仆寺少卿，從王守仁游學，以病告歸。性爱读书，常诵至夜分以为常，虽病不废，家居列程朱之书于前，静坐探玩，自以为得力，不知倦。因病而卒，得年仅三十八。汪俊撰墓志铭。

## 家族
曾祖周達。祖周永才。父周廷澤，封翰林院检讨。母王氏，封孺人。具庆下，兄周祯，（弘治壬戌進士）翰林院检讨；周祥；弟周祚（正德辛巳进士）；周襗（嘉靖丙戌进士）。子周浩，嘉靖乙未進士，官大理寺卿。